# مگه دیوانه‌ای
مگه دیوانه‌ای (به هندی: Judgementall Hai Kya) یا آیا شما قضاوت می‌کنید؟ فیلمی محصول سال ۲۰۱۹ و به کارگردانی پراکاش کوولامودی است. در این فیلم بازیگرانی همچون راجکومار رائو، کانگانا رانوت، جیمی شرگیل، آمیرا دستور، آمریتا پوری و ساتیش کایشیک ایفای نقش کرده‌اند.